# 216 км
216 км (рос. 216 км) — селище у складі Новорського району Оренбурзької області, Росія.

## Населення
Населення — 36 осіб (2010; 84 у 2002).
Національний склад (станом на 2002 рік):
- казахи — 80 %